# Aleksandr Bondar (aviateur)
Pour les articles homonymes, voir Bondar et Aleksandr Bondar.
Aleksandr Alekseïevitch Bondar (en russe : Александр Алексеевич Бондарь) est un aviateur soviétique, né le 2 septembre 1922 et mort le 14 mai 1992. Pilote de chasse et As de la Seconde Guerre mondiale, il fut distingué par le titre de Héros de l'Union soviétique.

## Carrière
Aleksandr Bondar est né le 2 septembre 1922 dans le village de Zmeiskaïa (aujourd'hui dans le raïon de Kirov, en Ossétie-du-Nord-Alanie), dans le Caucase. Après avoir obtenu son diplôme d'études secondaires en 1939, il entra à l'aéroclub d'Ordjonikidze. Il s'engagea dans l'Armée rouge en 1941 et suivit les cours de l'école militaire de l'Air de Krasnodar.
Diplômé pilote en 1942, il fut muté au 866e régiment de chasse aérienne (866.IAP), au sein duquel il fit toute la guerre. Il termina celle-ci avec le grade de lieutenant (starchii leïtenant).
Il demeura dans les Forces aériennes soviétiques (VVS) d'après-guerre et prit sa retraite en 1958. Il travailla ensuite comme conducteur de train à Armavir (kraï de Krasnodar). Mort le 14 mai 1992, il est enterré dans le village de Zmeïskaïa, en Ossétie du Nord-Alanie.

## Palmarès et décorations

### Tableau de chasse
Il était crédité de 15 victoires homologuées, toutes individuelles, obtenues au cours de 252 missions de guerre et 48 combats aériens.

### Décorations
- Héros de l'Union soviétique le 19 août 1944 (médaille no 3461) ;
- Ordre de Lénine le 19 août 1944 (no 17087) ;
- Ordre du Drapeau rouge le 30 juillet 1943 ;
- Ordre d'Alexandre Nevski le 30 janvier 1944 ;
- Ordre de la Guerre patriotique de 1re classe le 11 mars 1985 ;
- Trois fois titulaire de l'ordre de l'Étoile rouge :

le 22 février 1943,

le 30 décembre 1956,

le 23 janvier 1957.